# دوستت دارم (آلبوم)
 دوستت دارم نام یک آلبوم موسیقی اثر ناصر عبداللهی، هنرمند ایرانی است که در سبک پاپ و با آهنگ‌سازی خود ناصر عبداللهی و تنظیم بهنام ابطحی تهیه شده و دارای ۱۴ آهنگ است. دکلمه اشعار در این آلبوم توسط پرویز پرستویی انجام شده است.

## فهرست آهنگ‌ها
| ردیف | آهنگ              |
| ۱    | ضیافت             |
| ۲    | مثل ستاره         |
| ۳    | ناصریا            |
| ۴    | دوستت دارم        |
| ۵    | یه رؤیا           |
| ۶    | ساده بگویم        |
| ۷    | پشت این پنجره‌ها   |
| ۸    | اسم قشنگ          |
| ۹    | مثل روزهای بارانی |
| ۱۰   | یادم باشد         |
| ۱۱   | از جنوب           |
| ۱۲   | سر بلند           |
| ۱۳   | از فاطمه          |
| ۱۴   | فاطمه             |